# Peter Kralović
Peter Kralović (5 juni 1983) is een Slowaaks voetbalscheidsrechter. Hij werd vanaf 2012 opgenomen door FIFA en UEFA en fluit sindsdien internationale wedstrijden. Hij is ook actief in de UEFA Youth League.
Op 12 juli 2012 maakte Kralović zijn debuut in Europees verband tijdens een wedstrijd tussen Kalmar FF en Cliftonville FC in de voorrondes van de UEFA Europa League. De wedstrijd eindigde op 4–0. Hij was actief op het EK onder 17 in 2016.
Zijn eerste interland floot hij op 10 juni 2019 toen Oekraïne 1–0 won tegen Luxemburg.

## Interlands
| Datum             | Plaats                | Wedstrijd            | Uitslag | Competitie                  | Kreeg geel | Kreeg voor de tweede keer geel en dus rood | Weggestuurd |
| ----------------- | --------------------- | -------------------- | ------- | --------------------------- | ---------- | ------------------------------------------ | ----------- |
| 10 juni 2019      | Lviv, Oekraïne        | Oekraïne – Luxemburg | 1 – 0   | Kwalificatie EK 2020        | 7          | 0                                          | 0           |
| 14 november 2020  | Ta' Qali, Malta       | Malta – Andorra      | 3 – 1   | UEFA Nations League 2020/21 | 3          | 0                                          | 0           |
| 8 juni 2021       | Praag, Tsjechië       | Tsjechië – Albanië   | 3 – 1   | Vriendschappelijk           | 2          | 0                                          | 0           |
| 11 november 2021  | Olomouc, Tsjechië     | Tsjechië – Koeweit   | 7 – 0   | Vriendschappelijk           | 0          | 0                                          | 0           |
| 27 september 2022 | Bratislava, Slowakije | Canada – Uruguay     | 0 – 2   | Vriendschappelijk           | 3          | 0                                          | 0           |

Laatste aanpassing op 14 november 2022.